# Alexandr Estenský
Alexandr z Este (italsky: Alessandro d’Este, 5. května 1568, Ferrara – 13. května 1624, Řím) byl italský šlechtic z rodu Estenských, římskokatolický duchovní a kardinál.

## Život
Alexandr Estenský se narodil jako nemanželský syn markraběte z Montecchio Alfonsa Estenského a jeho strýc Alfons II. z Este, vévoda z Ferrary, jej záhy nasměroval na církevní kariéru. V lednu 1587 se stal arciknězem v Bondenu a opatem kláštera Pomposa.
Papež Klement VIII. jej na konzistoři 3. března 1599 přijal do kardinálského sboru jako kardinála-jáhna ze Sant'Adriana. Papež mu následující měsíc udělil dispens od svěcení na jáhna. Také v roce 1599 se stal kardinálem protektorem španělské koruny. Alexandr Estenský, v mládí známý svým nevázaným životním stylem, si postupně vypěstoval hlubokou religiozitu a zvláště vystupoval proti okázalým obřadům u papežského dvora. Podporoval theatinský řád a prosazoval jeho založení v Modeně. Politicky podporoval svůj rod ve Ferrarském vévodství. Během války o Garfagnanu v roce 1613 byl jako zástupce svého rodu vyslán do Španělska, kde obdržel od krále Filipa III. uznání nároků rodu Estenských na tuto oblast. Jako guvernér Tivoli od roku 1605 navíc zajistil, aby tamní Villa d'Este, dříve v majetku kolegia kardinálů, trvale zůastala ve vlastnictví jeho rodiny.
Alexandr Estenský, který byl přítelem mj. kardinálů Roberta Bellarmina a Karla Emanuela Pia Savojského, zastával vlivnou pozici v kolegiu kardinálů. V roce 1605 byl jeho hlas rozhodujícím při volbě papežů Lva XI. a Pavla V. poté, co předtím zabránil zvolení Pietra Aldobrandiniho, který byl prosazován francouzskou stranou. V konkláve roku 1621 sehrál po patové situaci opět rozhodující roli, když nakonec zajistil zvolení Alessandra Ludovisiho, který byl považován za neutrálního, papežem (Řehoř XV.). Ve stejném roce byl jmenován biskupem v Reggio Emilia. 18. října 1621 ho Řehoř XV. osobně vysvětil na kněze a 3. dubna 1622 byl vysvěcen na biskupa.
Alexandr Estenský zastával úřad v několika titulárních diakoniích a kardinálského protodiakona. Papež Urban VIII. jej následně přijal do třídy kardinálských kněží v říjnu 1623 a přidělil mu titulární kostel Santa Maria della Pace.
Kardinál Alexandr Estenský zemřel po dlouhé nemoci v Římě a byl pohřben v Tivoli.